# 日立市立日立特別支援学校
日立市立日立特別支援学校（ひたちしりつ ひたちとくべつしえんがっこう）は、茨城県日立市鮎川町三丁目にある日立市立特別支援学校。知的障害者を教育対象とする。

## 概要
茨城県内唯一の市立特別支援学校である。そのため、日立市は、指導面の格差等を理由に茨城県へ移管し、県立学校とすることを求めている。
近隣の学校との交流活動が行われている。
日立市における特別支援教育の中核的機関としての役割を担っており、市内の教育機関における特別支援教育に関する助言・援助、保護者・子どもとの相談、特別支援教育に関する研修機会の提供を行っている。

## 学部
- 小学部
- 中学部
- 高等部

## 沿革

### 年表
- 1968年（昭和43年）
  - 4月1日 - 日立市立日立養護学校高等部が開設される[7]。
  - 5月14日 - 開校式が挙行される[8]。
- 1969年（昭和44年）5月2日 - この日を創立記念日とする[8]。
- 1971年（昭和46年）4月1日 - 小学部が開校する[7]。
- 1972年（昭和47年）
  - 1月15日 - 校章が制定される[8]。
  - 4月1日 - 日立養護学校川尻学校が開校する[7]。
- 1974年（昭和49年）5月1日 - 日立養護学校川尻分校が助川分校に変更される[7]。
- 1975年（昭和50年）4月1日 - 中学部が開校する[7]。
- 1985年（昭和60年）12月1日 - スクールバスが運行開始[8]。
- 1991年（平成3年）4月1日 - 文部省「心身障害児交流活動地域推進研究校」に指定される[8]。
- 1997年（平成9年）11月14日 - 第28回博報賞「特殊教育部門」受賞[9][8]。
- 2001年（平成13年）3月31日 - 日立養護学校助川分校が廃校になる[10]。
- 2012年（平成24年）4月1日 - 日立市立日立特別支援学校に改称[11]。
- 2023年（令和5年）3月30日 - 日立特別支援学校整備基本計画が策定される[8][12]。
- 2024年（令和6年）2月 - 日立特別支援学校校舎等改築事業基本・実施設計業務設計者選定に係る公募型プロポーザルが実施予定[13]。

## 教育方針
令和5年度 日立市立日立特別支援学校グランドデザインより
教育目標
自律と社会参加をめざし、心豊かにたくましく生きていける児童生徒を育てる
めざす児童生徒の姿
- 元気な子
- 助け合う子
- 粘り強い子

## 学校行事
主な学校行事より
- 4月
  - 第1学期始業式・入学式
  - はじめまして集会（小学部）
  - 新入生歓迎会（中学部・高等部）
- 5月
  - 創立記念日（5月2日）
  - 春のスマイル会
  - 校外学習（小学部・中学部）
  - 特体連体育大会（中学部・高等部）
- 6月
  - プール開き
  - 校外学習（小学部）
  - 宿泊学習（中学部）
  - 修学旅行（中学部）
  - 現場実習・校内実習（高等部）
- 7月
  - 七夕集会（小学部）
  - 宿泊学習（高等部）
  - 修学旅行（高等部）
  - 第1学期終業式

- 9月
  - 第2学期始業式
  - 宿泊学習（小学部）
  - 修学旅行（小学部）
  - 職場見学（中学部）
  - 校外学習（高等部）
  - 宿泊学習（高等部）
- 10月
  - いちょう祭・SMILEフェス
  - 現場実習・校内実習（高等部）
- 11月
  - 秋のスマイル会
  - 校外学習（小学部）
  - 特体連スポーツ競技会（中学部・高等部）
  - 職場体験（中学部）
- 12月
  - さいごまでがんばろう会（小学部）
  - 第2学期終業式

- 1月
  - 第3学期始業式
  - 校外学習（小学部）
- 2月
  - 地域交流発表会（中学部）
  - 現場実習・校内実習（高等部）
  - 校外学習（高等部）
- 3月
  - 卒業おめでとう集会（小学部）
  - ありがとう集会（中学部）
  - 3年生を送る会（高等部）
  - 卒業証書授与式
  - 修了式

なお、2008年度（平成20年度）より、いちょう祭（文化祭）と、さわやかスポーツ祭（体育祭）が隔年で実施されている。

## 児童会活動・生徒会活動・クラブ活動など

### 部活動
（出典：）
- 陸上・サッカー部
- エンジョイスポーツ部